# Samuel Costa
Samuel Costa (ur. 30 listopada 1992 w Bolzano) – włoski narciarz, specjalista kombinacji norweskiej, srebrny medalista mistrzostw świata juniorów.

## Kariera
Po raz pierwszy na arenie międzynarodowej Samuel Costa pojawił się w 13 września 2008 roku, kiedy wystartował w zawodach Alpen Cup. Zajął wtedy 46. miejsce w zawodach metodą Gundersena w Kranju. Na mistrzostwach świata juniorów w Štrbskim Plesie w 2009 roku zajął 47. miejsce w Gundersenie. Jeszcze trzykrotnie startował na imprezach tego cyklu, w tym podczas MŚJ w Erzurum w 2012 roku zdobył wspólnie z kolegami z reprezentacji srebrny medal w sztafecie. Był też dziewiąty w sprincie i Gundersenie podczas rozgrywanych rok wcześniej MŚJ w Otepää.
W Pucharze Świata zadebiutował 3 lutego 2012 roku w Val di Fiemme. Zajął tam 41. miejsce w zawodach Penalty Race. Pierwsze pucharowe punkty zdobył 15 grudnia 2013 roku w Ramsau, zajmując 23. miejsce w Gundersenie. Na początku 2017 roku, 27 stycznia w Seefeld, po raz pierwszy stanął na podium etapu zawodów Pucharu Świata, zajmując trzecie miejsce w Gundersenie na 5 km. W zawodach tych wyprzedzili go jedynie dwaj Niemcy Johannes Rydzek i Eric Frenzel. W 2014 roku wystartował na igrzyskach olimpijskich w Soczi, gdzie zajął 30. miejsce w Gundersenie na normalnej skoczni oraz szóste w sztafecie. Był też między innymi czwarty w sztafecie i piąty w sprincie drużynowym podczas mistrzostw świata w Falun w 2015 roku.
W 2020 roku Costa został mistrzem Włoch w skokach narciarskich.
W kwietniu 2024 roku ogłosił zakończenie kariery.

## Osiągnięcia

### Igrzyska olimpijskie
| Miejsce | Dzień     | Rok  | Miejscowość | Konkurencja           | Wynik zwycięzcy | Strata  | Zwycięzca      |
| ------- | --------- | ---- | ----------- | --------------------- | --------------- | ------- | -------------- |
| 30.     | 12 lutego | 2014 | Soczi       | Gundersen HS106/10 km | 23:50,2         | +2:23,0 | Eric Frenzel   |
| 6.      | 21 lutego | 2014 | Soczi       | Sztafeta HS140/4x5 km | 47:13,5         | +2:51,2 | Norwegia       |
| 38.     | 15 lutego | 2022 | Zhangjiakou | Gundersen HS140/10 km | 27:13,3         | +5:09,0 | Jørgen Graabak |
| 9.      | 17 lutego | 2022 | Zhangjiakou | Sztafeta HS140/4x5 km | 50:45,1         | +6:21,9 | Norwegia       |

### Mistrzostwa świata
| Miejsce | Dzień     | Rok  | Miejscowość      | Konkurencja                     | Wynik zwycięzcy | Strata  | Zwycięzca          |
| ------- | --------- | ---- | ---------------- | ------------------------------- | --------------- | ------- | ------------------ |
| 47.     | 26 lutego | 2011 | Oslo             | Gundersen HS106/10 km           | 25:19,2         | +4:39,8 | Eric Frenzel       |
| 38.     | 28 lutego | 2013 | Val di Fiemme    | Gundersen HS134/10 km           | 27:22,8         | +4:44,2 | Eric Frenzel       |
| 22.     | 20 lutego | 2015 | Falun            | Gundersen HS100/10 km           | 26:38,9         | +1:44,6 | Johannes Rydzek    |
| 4.      | 22 lutego | 2015 | Falun            | Sztafeta HS100/4x5 km           | 44:20.7         | +1:10.1 | Niemcy             |
| 22.     | 26 lutego | 2015 | Falun            | Gundersen HS134/10 km           | 22:45,8         | +1:30,2 | Bernhard Gruber    |
| 5.      | 28 lutego | 2015 | Falun            | Sprint drużynowy HS134/2x7.5 km | 38:31,6         | +1:18,7 | Francja            |
| 30.     | 24 lutego | 2017 | Lahti            | Gundersen HS100/10 km           | 26:19,6         | +2:10,7 | Johannes Rydzek    |
| 6.      | 26 lutego | 2017 | Lahti            | Sztafeta HS100/4x5 km           | 47:57,3         | +1:18,2 | Niemcy             |
| 25.     | 1 marca   | 2017 | Lahti            | Gundersen HS130/10 km           | 26:41,6         | +3:11,3 | Johannes Rydzek    |
| 6.      | 3 marca   | 2017 | Lahti            | Sprint drużynowy HS130/2x7,5 km | 28:45,8         | +1:10,6 | Niemcy             |
| 18.     | 22 lutego | 2019 | Seefeld in Tirol | Gundersen HS130/10 km           | 23:43,0         | +1:53,4 | Eric Frenzel       |
| 12.     | 28 lutego | 2019 | Seefeld in Tirol | Gundersen HS109/10 km           | 25:01,3         | +1:17,4 | Jarl Magnus Riiber |
| 7.      | 2 marca   | 2019 | Seefeld in Tirol | Sztafeta HS109/4x5 km           | 50:15,5         | +2:39,1 | Norwegia           |
| 20.     | 26 lutego | 2021 | Oberstdorf       | Gundersen HS106/10 km           | 23:01,2         | +1:47,0 | Jarl Magnus Riiber |
| 7.      | 28 lutego | 2021 | Oberstdorf       | Sztafeta HS106/4x5 km           | 43:57,7         | +3:25,4 | Norwegia           |
| 20.     | 25 lutego | 2023 | Planica          | Gundersen HS102/10 km           | 24:36,3         | +1:57,0 | Jarl Magnus Riiber |
| 4.      | 26 lutego | 2023 | Planica          | Sztafeta mieszana HS102/4x5 km  | 37:38,2         | +1:53,5 | Norwegia           |
| 6.      | 1 marca   | 2023 | Planica          | Sztafeta HS138/4x5 km           | 47:20,4         | +2:30,5 | Norwegia           |
| 19.     | 4 marca   | 2023 | Planica          | Gundersen HS138/10 km           | 23:42,6         | +3:25,1 | Jarl Magnus Riiber |

### Mistrzostwa świata juniorów
| Miejsce | Dzień       | Rok  | Miejscowość   | Konkurencja           | Wynik zwycięzcy | Strata  | Zwycięzca            |
| ------- | ----------- | ---- | ------------- | --------------------- | --------------- | ------- | -------------------- |
| 47.     | 9 lutego    | 2009 | Štrbské Pleso | Gundersen HS100/10 km | 28:31,7         | +5:26,0 | Alessandro Pittin    |
| 26.     | 29 stycznia | 2010 | Hinterzarten  | Gundersen HS106/10 km | 29:43,5         | +2:37,1 | Ole Christian Wendel |
| 6.      | 31 stycznia | 2010 | Hinterzarten  | Sztafeta HS106/4x5 km | 53:00,1         | +2:53,9 | Niemcy               |
| 9.      | 27 stycznia | 2011 | Otepää        | Gundersen HS100/10 km | 26:37,7         | +1:53,1 | Johannes Rydzek      |
| 9.      | 29 stycznia | 2011 | Otepää        | Sprint HS100/5 km     | 12:44,5         | +1:19,0 | Marjan Jelenko       |
| 15.     | 22 lutego   | 2012 | Erzurum       | Gundersen HS109/10 km | 26:50,8         | +1:01,0 | Mattia Runggaldier   |
| 2.      | 24 lutego   | 2012 | Erzurum       | Sztafeta HS109/4x5 km | 51:16,9         | +14,1   | Austria              |
| 18.     | 25 lutego   | 2012 | Erzurum       | Sprint HS109/5 km     | 12:52,9         | +1:00,8 | Øystein Granbu Lien  |

### Puchar Świata

#### Miejsca w klasyfikacji generalnej
- sezon 2011/2012: niesklasyfikowany
- sezon 2012/2013: niesklasyfikowany
- sezon 2013/2014: 36.
- sezon 2014/2015: 38.
- sezon 2015/2016: 21.
- sezon 2016/2017: 14.
- sezon 2017/2018: nie brał udziału
- sezon 2018/2019: 30.
- sezon 2019/2020: 23.
- sezon 2020/2021: 28.
- sezon 2021/2022: 47.
- sezon 2022/2023: 35.
- sezon 2023/2024: 23.

#### Miejsca na podium w zawodach indywidualnych chronologicznie
| Nr | Data             | Miejscowość | Konkurencja           | Wynik zwycięzcy | Pozycja | Strata  | Zwycięzca       |
| -- | ---------------- | ----------- | --------------------- | --------------- | ------- | ------- | --------------- |
| 1. | 27 stycznia 2017 | Seefeld     | Gundersen HS109/5 km  | 12:00,2 min     | 3.      | +6,8 s  | Johannes Rydzek |
| 2. | 28 stycznia 2017 | Seefeld     | Gundersen HS109/10 km | 24:36,5 min     | 3.      | +11,3 s | Johannes Rydzek |

#### Miejsca na podium w zawodach drużynowych chronologicznie
| Nr | Data             | Miejscowość   | Konkurencja                     | Wynik zwycięzcy | Pozycja | Strata | Zwycięzca |
| -- | ---------------- | ------------- | ------------------------------- | --------------- | ------- | ------ | --------- |
| 1. | 14 grudnia 2013  | Ramsau        | Sprint drużynowy HS98/2x7.5 km  | 34:32,3         | 3.      | +8,8   | Norwegia  |
| 2. | 14 stycznia 2017 | Val di Fiemme | Sprint drużynowy HS134/2x7.5 km | 35:02,4         | 3.      | +0,9   | Norwegia  |

### Puchar Kontynentalny

#### Miejsca w klasyfikacji generalnej
- sezon 2009/2010: 110.
- sezon 2010/2011: niesklasyfikowany
- sezon 2011/2012: 44.
- sezon 2012/2013: 65.

#### Miejsca na podium
Jak dotąd Costa nie stawał na podium indywidualnych zawodów PK.

### Letnie Grand Prix

#### Miejsca w klasyfikacji generalnej
- 2011: niesklasyfikowany
- 2012: 27.
- 2013: 35.
- 2014: 22.
- 2015: nie brał udziału
- 2016: niesklasyfikowany
- 2017: (58. ex aequo z Paweł Słowiok)[14]
- 2018: nie brał udziału
- 2019: 2. (2.)[15]
- 2021: 15. (30.)[16]
- 2022: 7. (12.)[17]
- 2023: 7. (11.)[18]

#### Miejsca na podium w zawodach indywidualnych
| Nr | Data             | Miejscowość | Konkurencja           | Wynik zwycięzcy | Pozycja | Strata | Zwycięzca         |
| -- | ---------------- | ----------- | --------------------- | --------------- | ------- | ------ | ----------------- |
| 1. | 31 sierpnia 2019 | Oberhof     | Gundersen HS140/10 km | 21:50.2         | 3.      | +36.5  | Franz-Josef Rehrl |
| 2. | 4 września 2019  | Tschagguns  | Gundersen HS108/10 km | 21:56,3         | 2.      | +2,2   | Fabian Rießle     |

#### Miejsca na podium w zawodach drużynowych
| Nr | Data             | Miejscowość    | Konkurencja                       | Wynik zwycięzcy | Pozycja | Strata  | Zwycięzca |
| -- | ---------------- | -------------- | --------------------------------- | --------------- | ------- | ------- | --------- |
| 1. | 24 sierpnia 2019 | Oberwiesenthal | Sztafeta mieszana HS106/4x3,75 km | 42:15,8         | 1.      | -       | -         |
| 2. | 27 sierpnia 2022 | Oberwiesenthal | Sztafeta mieszana HS105/4x5 km    | 36:55,6         | 2.      | +1:07,7 | Niemcy    |